# Wüschheim (Hunsrück)

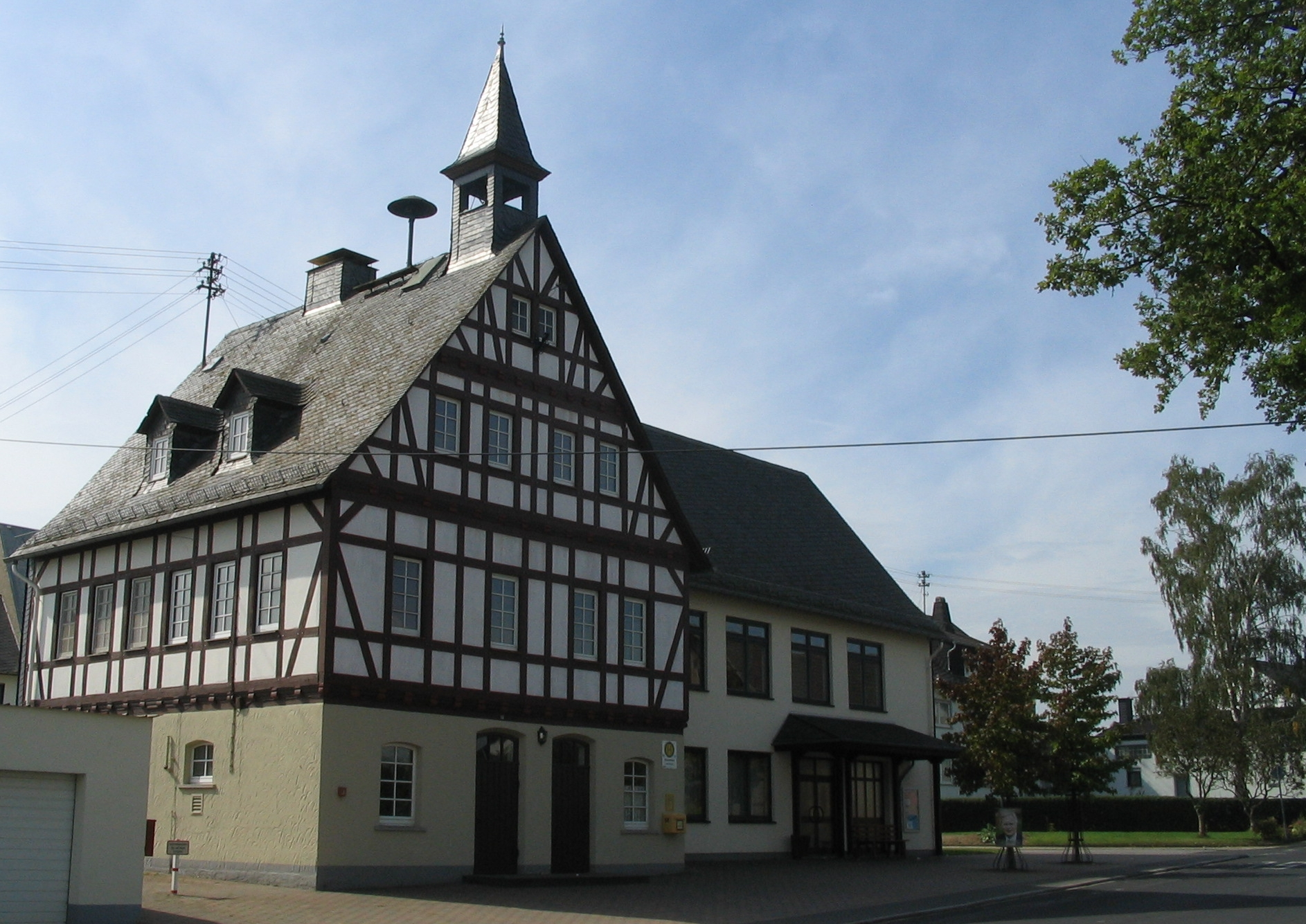
Gemeindehaus Wüschheim

Wüschheim ist eine Ortsgemeinde im Rhein-Hunsrück-Kreis in Rheinland-Pfalz. Sie liegt im Hunsrück und gehört der Verbandsgemeinde Simmern-Rheinböllen an.

## Geographie
Der Ort Wüschheim liegt zentral im Hunsrück etwa drei Kilometer von der Hunsrückhöhenstraße entfernt, an der Straße die zwischen Kappel und Bell am Blümlingshof von der Hunsrückhöhenstraße ostwärts durch das so genannte Biebertal nach Simmern führt.
Angrenzende Gemeinden sind: Bell (Hunsrück), Hasselbach, Alterkülz, Michelbach, Reich, Reckershausen und Kappel.

## Geschichte
Ein römisches Brandgrab, das im Jahr 2004 vom Archäologieverein ARRATA e. V. entdeckt und der Landesarchäologie gemeldet wurde, zeugt von einer frühen Besiedlung in der römischen Epoche.
Bis zum Ende des 18. Jahrhunderts gehörte Wüschheim zum Oberamt Simmern im kurpfälzischen Fürstentum Simmern.
Mit der Besetzung des Linken Rheinufers 1794 durch französische Revolutionstruppen wurde der Ort französisch, von 1798 bis 1814 gehörte er zum Kanton Simmern, der dem Rhein-Mosel-Departement zugeordnet war. Auf dem Wiener Kongress (1815) wurde die Region dem Königreich Preußen zugesprochen. Unter der preußischen Verwaltung unterstand Wüschheim von 1816 an der Bürgermeisterei Ohlweiler im Kreis Simmern und gehörte von 1822 bis zum Ende des Zweiten Weltkriegs zur Rheinprovinz. Seit 1946 ist der Ort Teil des damals neu gebildeten Landes Rheinland-Pfalz und gehört seit 1969 zum Rhein-Hunsrück-Kreis.
Neuere Geschichte und Gegenwart
Im Erdgeschoss des alten Fachwerkbaus, des ursprünglichen Gemeindehauses, war neben dem Stierstall ein heute noch funktionierendes Backhaus eingerichtet. Der ehemalige Stierstall wurde zur Hälfte in einen Jugendraum und den Geräteraum der Freiwilligen Feuerwehr Wüschheim umgebaut. Das Wüschheimer Gemeindehaus wurde in den 1980er Jahren vollständig renoviert und wesentlich erweitert mit einem Festsaal samt Küche und Kühlräumen.
Der auf der Gemarkung von Wüschheim liegende Goßberg wurde in den 1980er Jahren ausgebaut und sollte nach Umzug aus der ebenfalls im Gemarkungsbereich liegenden Metro Tango, der nach dem Ort benannten Wüschheim Air Station (WAS), als Leitstellung dienen.
Bevölkerungsentwicklung
Die Entwicklung der Einwohnerzahl der Gemeinde Wüschheim, die Werte von 1871 bis 1987 beruhen auf Volkszählungen:
| Jahr | Einwohner |
| 1815 | 236       |
| 1835 | 264       |
| 1871 | 191       |
| 1905 | 198       |
| 1939 | 190       |
| 1950 | 200       |

| Jahr | Einwohner |
| 1961 | 214       |
| 1970 | 212       |
| 1987 | 241       |
| 1997 | 360       |
| 2005 | 319       |
| 2023 | 312       |

## Politik

### Bürgermeister
Ortsbürgermeister ist Alfred Schwebach. Bei der Kommunalwahl am 26. Mai 2019 wurde er mit einem Stimmenanteil von 89,73 % gewählt. Er wurde im Juni 2024 wiedergewählt.

### Wappen
Die Gemeinde führt ein Wappen seit 1980. Es zeigt im oberen quadratischen Feld auf grünem Grund ein Abbild des Rathauses als Ortswahrzeichen. Im unteren halbrunden Feld liegt auf silbern und blau schräggewecktem Grund ein hellgoldenes Eichenblatt. Die Wecken erinnern an die lange Zugehörigkeit zur Kurpfalz.

## Wirtschaft
Auf einer Anhöhe östlich des Dorfes, in der Nähe des Nachbardorfes Michelbach, stehen zwei Windkraftanlagen.

## Freizeit
Im Untergeschoss des Gemeindehauses ist ein Jugendraum eingerichtet. Das ehemalige Backhaus im Gemeindehaus, der Backes, wurde zur Vereinskneipe des örtlichen Fasanenclubs umgebaut.
Etwa 100 m westlich vom Ortrand entfernt ist eine Grillhütte. Das Gelände um die Grillhütte bietet Spielgeräte, ein gepflastertes Basketballspielfeld, ein kleines Fußballfeld und etwa 50 angelegte Parkplätze.
Im Sommer 2006 wurde die ehemalige Rübenwäsche (Rummlewäsch) am Bieberbach (100 m nördlich von der Grillhütte entfernt) zu einem Kneipp-Tretbecken umgebaut.
Der Biebertaler-Rundweg verbindet die Ortschaften des Biebertales (Wüschheim, Reich, Biebern, Fronhofen, Nannhausen) auf einer Gesamtlänge von 26,5 km.
Auf der Pydna, der ehemaligen Raketenbasis unweit von Wüschheim und Hasselbach, findet seit 1996 die Nature One statt, ein mehrtägiges Festival für elektronische Musik mit etwa 50.000 Besuchern jährlich.

## Rund um Wüschheim
Eine Fahrtechnikanlage ist im Staatsforst Faas in Richtung Hunsrückhöhenstraße, einem ehemaligen Munitionsdepot der US-Streitkräfte, seit Ende der 1990er Jahre angelegt. Diese wird u. a. zu Fahrsicherheitstrainings der Kreisverkehrswacht Rhein-Hunsrück und als Teststrecke verschiedener Automobilhersteller und Automobilzulieferer genutzt.
Am Rande des Goßberges auf der Gemarkung von Hundheim ist ein Flugplatz für Ultraleichtflugzeuge angelegt.